# OpenVX
OpenVX és un estàndard obert i lliure de drets d'autor per a l'acceleració multiplataforma d'aplicacions de visió per ordinador. Està dissenyat pel grup Khronos per facilitar el processament portàtil, optimitzat i eficient d'energia dels mètodes per als algorismes de visió. Això està dirigit a programes encastats i en temps real dins de la visió per computador i escenaris relacionats. Utilitza una representació gràfica connectada de les operacions.
OpenVX especifica un nivell d'abstracció més alt per a la programació de casos d'ús de visió per ordinador que els marcs de càlcul com OpenCL. L'alt nivell facilita la programació i l'execució subjacent serà eficient en diferents arquitectures de computació. Això es fa tot tenint una API d'acceleració de visió coherent i portàtil.
OpenVX es basa en un gràfic connectat de nodes de visió que poden executar la cadena d'operacions preferida. Utilitza un model de memòria opaca, que permet moure les dades d'imatge entre la memòria de l'amfitrió (CPU) i l'accelerador, com ara la memòria de la GPU. Com a resultat, la implementació d'OpenVX pot optimitzar l'execució mitjançant diverses tècniques, com l'acceleració en diverses unitats de processament o maquinari dedicat. Aquesta arquitectura facilita aplicacions programades a OpenVX en diferents sistemes amb diferent potència i rendiment, incloses pantalles sensibles a la bateria, habilitades per a la visió i portàtils.
OpenVX és complementari a la biblioteca de visió de codi obert OpenCV. OpenVX en algunes aplicacions ofereix una millor gestió de gràfics optimitzada que OpenCV.

## Implementacions, marcs i biblioteques[4]
- AMD MIVisionX - per a les CPU i GPU d'AMD.
- Cadence: per als DSP Tensilica Vision de Cadence Design Systems.
- Imaginació: per a les GPU PowerVR d'Imagination Technologies.
- Synopsys - per als processadors de visió DesignWare EV de Synopsys.
- OpenVX de Texas Instruments (TIOVX): per als SoC ADAS Jacinto™ de Texas Instruments.
- NVIDIA VisionWorks: per a GPU i SoC Nvidia compatibles amb CUDA.
- OpenVINO: per a les CPU, GPU, VPU i FPGA d'Intel.